# Valentin Rose (Philologe)
Valentin Rose (* 8. Januar 1829 in Berlin; † 25. Dezember 1916 ebenda) war ein deutscher Bibliothekar und Klassischer Philologe. Er ist vor allem durch seine Ausgaben der Aristoteles-Fragmente bekannt (1863, 1870, 1886).

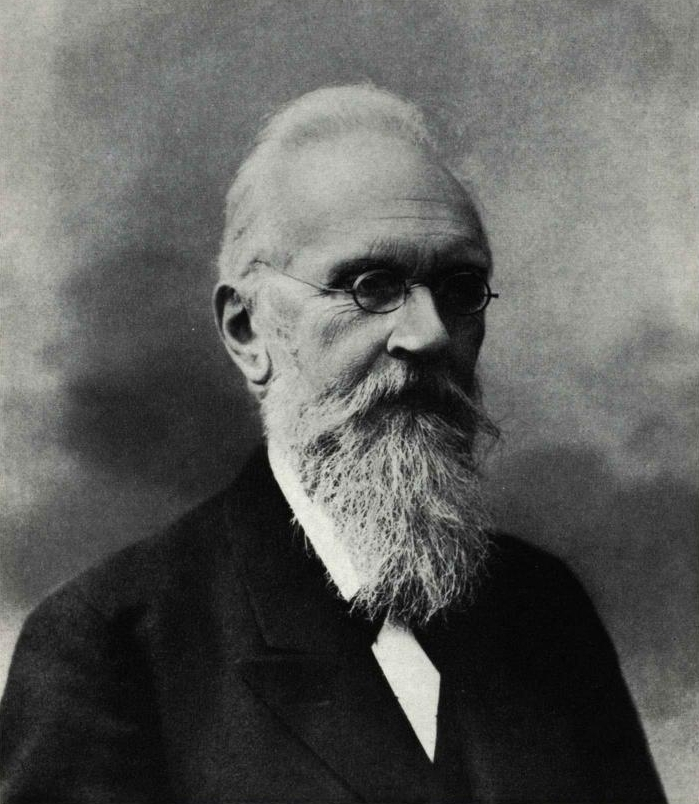
Valentin Rose, 19. Jahrhundert

## Leben
Valentin Rose entstammte einer märkischen Kaufmanns- und Gelehrtenfamilie, die in der dritten Generation in Berlin ansässig war. Sein Urgroßvater Valentin Rose der Ältere (1736–1771) hatte 1761 die Apotheke Zum Weißen Schwan gegründet. Sein Vater Gustav Rose (1798–1873) war seit 1826 Professor der Mineralogie an der Berliner Universität.
Dort studierte Valentin Rose Philologie. Während seines Studiums gelangte er zur Aristoteles-Forschung, der er einen großen Teil seines Lebens widmete. Nach der Promotion 1854 wurde er zum 8. Januar 1855 an der Königlichen Bibliothek zu Berlin angestellt, der er ein halbes Jahrhundert lang angehörte. Von 1884 bis 1885 war er kommissarischer Leiter der Bibliothek. Zum 1. April 1886 wurde er zum Leiter der Handschriftenabteilung ernannt, die er zu einem weltweit führenden Institut ausbaute. Am 30. September 1905 trat er in den Ruhestand.
An der Handschriftenabteilung der Königlichen Bibliothek war Rose seit 1888 mit der Katalogisierung der lateinischen und griechischen Handschriften beauftragt. Neben den Katalogen, die von 1893 bis 1905 erschienen, veröffentlichte Rose zahlreiche Einzelfunde, darunter vor allem medizinhistorische und hortologische Schriften.
Seit August 1872 war Rose mit Marie Poggendorff (* 12. August 1838–1910) verheiratet, der Tochter des Physikers Johann Christian Poggendorff.

### Sammlung der Aristoteles-Fragmente
Neben seiner Tätigkeit im Bibliotheksdienst beschäftigte sich Rose weiterhin mit der Philosophie des Aristoteles. Bereits in seiner Doktorarbeit (1854) hatte er die Anordnung und Echtheit der bezeugten Schriften des Aristoteles untersucht. In den folgenden Jahren sammelte Rose die bei anderen antiken Schriftstellern überlieferten Fragmente der aristotelischen Schriften. Dabei kam er zu der Überzeugung, dass keines der angeblichen Fragmente tatsächlich von Aristoteles stammte. Vielmehr hätten die verlorenen Schriften, denen sie angeblich entstammen, nie existiert. Entsprechend trug das mehr als 700 Seiten starke Buch, in dem er seine Forschungsergebnisse niederlegte, den Titel Aristoteles pseudepigraphus (1863).
Roses kühne These stieß auf starken Widerspruch. Die Bedeutung seines Werkes wurde dennoch anerkannt. So gewann er auch die Preisaufgabe der Preußischen Akademie der Wissenschaften (1866), die zur Ergänzung ihrer grundlegenden Aristoteles-Gesamtausgabe (herausgegeben von Immanuel Bekker) eine Fragmentsammlung auslobte. Rose stellte die Sammlung am 6. Juli 1867 fertig und gab ihr den Titel Aristotelis qui ferebantur librorum fragmenta, womit er sich erneut zu seiner Ausgangsthese bekannte. Die Akademie zögerte zunächst, das Werk in ihre Gesamtausgabe zu übernehmen, aber als eine zweite Ausschreibung der Aufgabe (1869) kein Ergebnis brachte, gab sie 1870 Roses Sammlung unter dem von ihm gewählten Titel heraus. Das Werk erschien 1886 separat beim Teubner-Verlag.
Bis an sein Lebensende hielt Rose an seiner These fest – auch nach den erheblichen Papyrusfunden seit 1891 – und blieb in der Fachwelt isoliert. Gleichwohl stellte seine Fragmentsammlung ein einzigartiges Forschungsinstrument dar, das bis ins 20. Jahrhundert unersetzt blieb. Die Neuausgaben von Richard Rudolf Walzer (1934) und W. D. Ross (1955) basierten größtenteils auf Roses Werk. Eine eigenständige Neubearbeitung legte erstmals Olof Gigon vor (1987).

## Schriften (Auswahl)
- De Aristotelis librorum ordine et auctoritate commentatio. Reimer, Berlin 1854, (Digitalisat).
- Aristoteles pseudepigraphus. Teubner, Leipzig 1863 (Reprografischer Nachdruck: Olms, Hildesheim/ New York 1971).
- Anecdota Graeca et Graecolatina. Mittheilungen aus Handschriften zur Geschichte der griechischen Wissenschaft. Zwei Hefte. Duemmler, Berlin 1864–1870; Neudruck Amsterdam 1963.
- Über die Medicina Plinii. In: Hermes. Band 8, 1874, S. 18–66.
- Plinii secundi quae fertur una cum Gargilii Martialis medicina. Nunc primum edita. Teubner, Leipzig 1875 (Digitalisat)
- Aristoteles „De Lapidibus“ und Arnoldus Saxo. In: Zeitschrift für deutsches Altertum und deutsche Literatur. Band 18, 1875, S. 321–455.
- Aristotelis qui ferebantur librorum fragmenta. Teubner, Leipzig 1886 (Nachdruck. Teubner, Stuttgart 1967).
- als Hrsg.: Theodori Prisciani Euporiston libri tres. Leipzig 1894.